# Neil Tovey
Neil Robert Tovey (Pretoria, 1962. július 2. –) dél-afrikai válogatott labdarúgó, edző.
A dél-afrikai válogatott tagjaként részt vett az 1996-os afrikai nemzetek kupáján és az 1997-es konföderációs kupán.

## Sikerei, díjai
Dél-Afrika
- Afrikai nemzetek kupája győztes (1): 1996